# Arrigo Bigi
Arrigo Bigi (Modena, 11 aprile 1900 – ...) è stato un calciatore italiano, di ruolo centrocampista.

## Carriera
Con il Modena disputa 4 gare nel campionato di Prima Divisione 1922-1923. In seguito milita nel Forlì.